# IVDR
iVDR o Information Versatile Disk for Removable usage (Disco versatile rimovibile) è una specifica per un tipo di disco esterno (Removable Hard Disk Drive iV) implementato da Hitachi nel 2007 per le tv ad alta definizione per il mercato giapponese, e adottato da un consorzio di altre 50 imprese giapponesi (Sanyo, Canon, Fujitsu, Pioneer, Sharp, NEC, JVC...).
Seagate al CES 2008 annuncia la sua aggiunta al consorzio iVDR.